# 枯桃站
枯桃站位于中华人民共和国山东省青岛市崂山区松岭路，是青岛地铁11号线的地铁车站。2018年4月23日开通。